# Cicit
Cicit (hebrejsky ציצית‎, pl. cicijot) jsou rituální třásně nebo střapce, které nosí židovští muži pod svrchním oděvem (talit katan) nebo na něm (talit gadol). Má připomínat Hospodinova přikázání, jako stálá znamení na šatech, v podobě zapletených copánků. Shrnuje všechny příkazy Tóry a jeho nošení je micva (příkaz).

## Původ přikázání
V Tóře stojí: „Mluv k Izraelcům a řekni jim, aby si po všechna pokolení dělali na okraji svých šatů třásně a nad třásně ať si dávají na okraj svého roucha purpurově fialovou stuhu.“ (Numeri 15:38).
Nošení cicit je také přikázáno v Deuteronomiu: „Uděláš si střapce na všech čtyřech rozích své pokrývky, kterou se přikrýváš.“ (Deuteronomium 22:12).

## Vlákna a uzly
Skládá se z jednoho dlouhého vlákna a tří kratších. Prameny nití jsou umístěny v každém ze čtyř rohů talitu. Původně byla tři vlákna bílá a jedno se obarvovalo na modro (tchelet). Modré barvivo se dříve získávalo z hlemýždě chilazon, který žije na pobřeží Fénicie. Od 2. století se však zpravidla používají všechna vlákna bílá.
Všechna vlákna pak jsou protáhnuta otvorem v rohu talitu a přeložena na polovinu, tzn. že cicit tvoří celkem osm nití. Na těchto vláknech se podle pravidel uváže pět uzlů. První uzel je dvojitý a udělá se po přeložení vláken na polovinu. Nejdelší z vláken se kolem ostatních obtočí sedmkrát, osmkrát, jedenáctkrát a třináctkrát, s dvojitým uzlem mezi každým obtočením. Existují však i odlišné systémy rozdělení otoček mezi uzlíky (např. 10+5+6+5 nebo 12+12+12+3)
Pokud se nosí cicijot pod svrchním oděvem (talit katan), musí být vidět.

## Číselná symbolika
5 uzlíků na cicit má připomínat pět knih Tóry. 4 cicijot nás obklopují ze čtyř světových stran, aby se nám Tóra připomínala, ať se obrátíme kamkoli.
8 nití na cicit má připomínat osm tělesných orgánů, které nejčastěji ponoukají člověka k přestoupení: oko, ucho, ústa, nos, ruka, noha, srdce a pohlavní orgán.
Celkový počet 32 nití, z nichž jsou utvořeny cicijot umístěné ve čtyřech rozích oděvu, poukazuje na numerickou hodnotu hebrejského slova kavod (כָּבוֹד, „důstojnost“), a tedy na skutečnost, že plnění micvot Tóry zajišťuje člověku ne ledajakou důstojnost, ale důstojnost Boží.
39 obtočení na cicit představuje gematrickou hodnotu fráze „Hospodin je jediný.“ (JHVH echad), která je ústředním bodem židovské víry.
Gematrická hodnota slova cicit je 600. Dále má každý cicit 8 nití a 5 uzlů, tzn. celkový součet je 613, což odpovídá 613 micvot – počet přikázání v Tóře.